# Rainbow Room
La Rainbow Room è un ristorante elegante e uno spazio per eventi, precedentemente gestito dalla famiglia Cipriani, posto al 65º piano del Comcast Building al n. 30 della Rockefeller Plaza di New York. È il secondo ristorante più alto di New York City dopo lo One Dine al 101º piano del One World Trade Center.

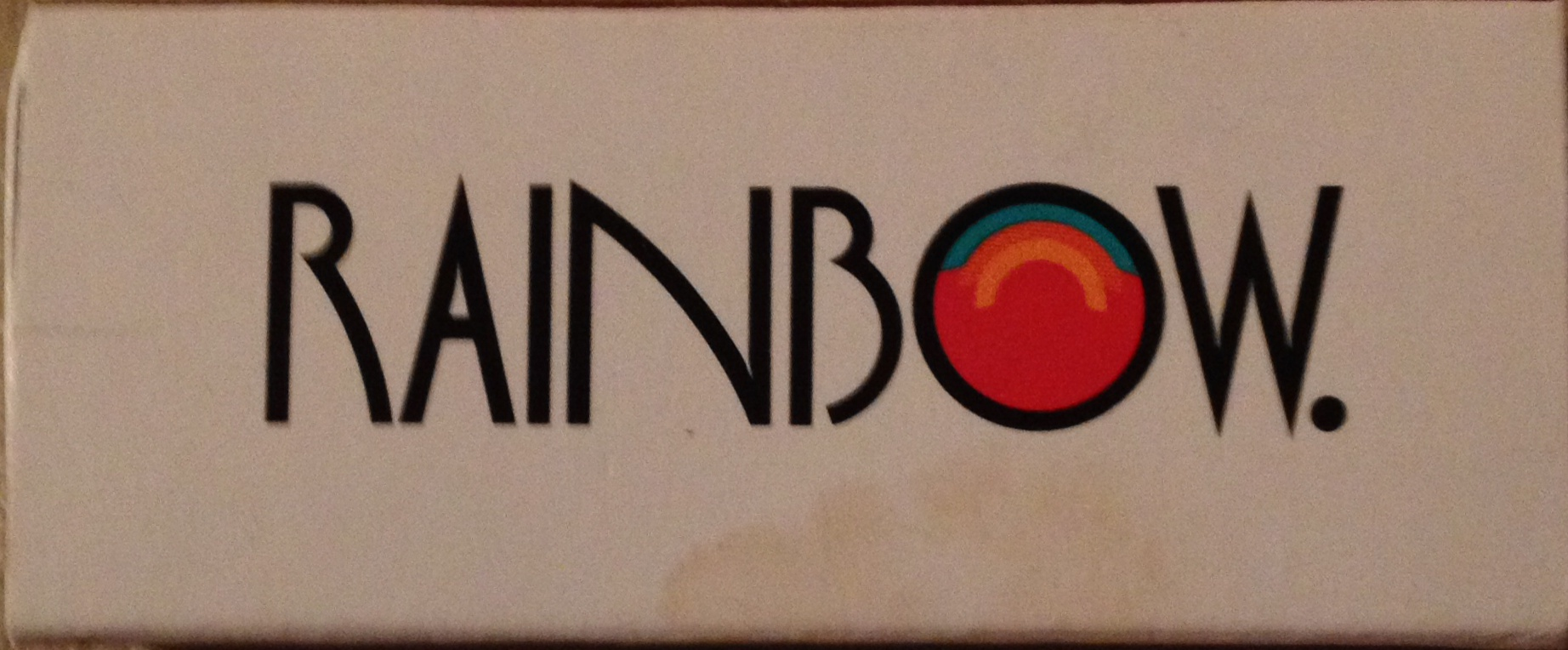
Il logo del Rainbow Room Matchbook

Aperto nel 1934, è stato il primo ristorante a essere ubicato in un grattacielo e rimase per decenni il più elevato ristorante degli Stati Uniti. In difficoltà per una flessione del giro d'affari a seguito della crisi finanziaria del 2007-08, il ristorante fu chiuso nel 2009. Nel 2012 fu dichiarato un punto di riferimento dalla New York Landmarks Preservation Commission. Il 17 settembre del 2013 fu annunciato che la Rainbow Room avrebbe riaperto nell'autunno 2014 dopo aver subito un completo rinnovo, con un nuovo direttore esecutivo e un nuovo team di gestione. Fu riaperto al pubblico il 5 ottobre 2014, con il nuovo proprietario e operatore Tishman Speyer. La ristrutturazione include la pista da ballo girevole e un nuovo cocktail lounge denominato SixtyFive.

## Stile
La Rainbow Room era stata originariamente progettata dall'architetto Wallace K. Harrison degli Architetti Associati e dall'architetto d'interni Elena Bachman-Schmidt nel 1934. Presumibilmente ispirata dall'architetto francese Jacques Carlu, la Rainbow Room si ispira alla Round Room del Carlu, il progetto per un ristorante a Toronto. Progettato in uno stile classico semplificato, la Rainbow Room presentava una pista da ballo girevole, una grande jazz band dal vivo e una vista sulla skyline di New York City. Gli eventi privati venivano ospitati in diverse sale per banchetti al piano sottostante. Dal punto di vista culinario, la Rainbow Room era particolarmente focalizzata sulla cucina moderna americana.
Sullo stesso piano dell'edificio Comcast c'era The Rainbow Grill, un ristorante separato e un po' meno costoso che aveva un menù "à la carte" e sue proprie celebrazioni per le feste principali.

## Storia
La Rainbow Room fu inaugurata il 3 ottobre 1934 ed era originariamente concepita come un tradizionale club per cenare, dove l'elite e le persone influenti di New York potevano riunirsi per socializzare su un cocktail, cenare con una buona cucina e ballare alle melodie della leggendaria Barry Winton Orchestra (Band) su un pavimento girevole. Di fronte alla concorrenza di altri ristoranti di lusso di New York, tra cui l'Equitable Center ed il Battery Park City, il ristorante fu chiuso per quasi due anni a partire dal 1985, dopo aver subito un restauro di 25 milioni di dollari e un'espansione a 45.000 piedi quadri (4.200 m²). David Rockefeller, figlio di John D. Rockefeller, Jr., commissionò il restauro, diretto da Joe Baum, Arthur Emil e dall'architetto Hugh Hardy.
Nel 1988, Phil Donahue presentò uno speciale dalla Rainbow Room, in onore di Mary Martin, con Steve Leeds che dirigeva la Rainbow Room Orchestra ed i cantanti ospiti Michael Feinstein e Nancy Wilson. Il direttore Leeds cantò il numero finale "Isn't It Romantic?".
Nel 1998 la famiglia Rockefeller trasferì le attività del ristorante alla famiglia italiana Cipriani S.A., i fondatori del rinomato Harry's Bar di Venezia, oltre a numerosi altri ristoranti di New York.
I Cipriani ristrutturarono completamente il ristorante e licenziarono tutti i lavoratori sindacalizzati. Nel 2003 Michael DiLeonardo, socio di Peter Gotti, rivolse le prove di stato contro il gangster accusato. Nella sua testimonianza, DiLeonardo dichiarò che i Cipriani avevano dato 120.000 dollari alla famiglia criminale Gambino per fare sparire i problemi sindacali dalla Rainbow Room. Le accuse non furono mai confermate.
Alla vigilia di Capodanno, il prezzo dell'ingresso comprendeva caviale, tartufi, champagne e bevande miste, e l'accesso alla Rainbow Room dalla cena fino alla colazione del mattino successivo. L'ingresso al party di Capodanno del 2007 fu di $ 1600,00 a persona.
Nel 2008 la società Cipriani presentò un documento alla Città di New York, chiedendo che la Rainbow Room fosse designata come punto di riferimento storico. La designazione avrebbe impedito che la storica location venisse convertita in spazio per uffici.
Nel 2009 i Cipriani annunciarono che avevano intenzione di chiudere il ristorante, anche se in parte rimaneva aperto come bar e sala per banchetti. Il direttore generale dei Cipriani accusò l'"attuale crisi economica a New York e in tutto il mondo, che si aggiungeva ad una controversia in corso con il nostro padrone di casa". Tishman Speyer, da parte sua, dichiarò che intendeva espellere i Cipriani a meno che non avessero pagato l'affitto. Le due parti risolsero la controversia con i Cipriani che decisero di rinunciare al possesso del ristorante e della sala del banchetto il 1 agosto 2009. L'ultima notte di ballo avvenne il 5 giugno 2009 ed il ristorante chiuse la sua cucina nel Father's Day, il 21 giugno 2009.
A metà del 2011 fu annunciato che erano iniziati i lavori di ristrutturazione del ristorante per la sua riapertura. Il 16 ottobre 2012, la Rainbow Room fu dichiarata un punto di riferimento di New York dalla New York Landmarks Commission. Dopo una pausa di cinque anni fu riaperto il 5 ottobre 2014.

## Nella cultura di massa
- Nel momento del suo massimo splendore, la Rainbow Room era un posto dove poter guardare e farsi guardare. L'attrice Joan Crawford fece la sua ultima apparizione pubblica nella Rainbow Room in una festa in onore di Rosalind Russell.
- Nel 1935 il musicista John Serry Sr. iniziò una serie di lunghi spettacoli con il direttore cubano Ralph Gomez e la sua orchestra presso la Rainbow Room.[21]
- Nel film di Woody Allen del 2001, La maledizione dello scorpione di giada, la trama inizia quando i personaggi interpretati da Allen ed Helen Hunt vengono ipnotizzati da un mago che si esibisce presso la Rainbow Room.
- In Il principe delle maree i protagonisti trascorrono le loro ultime ore insieme nella Rainbow Room.
- La Rainbow Room è spesso menzionata nella popolare sitcom Friends, come quando uno dei personaggi sta progettando di andare da qualche parte di suo gusto. Un esempio è l'episodio Pausa di riflessione: Phoebe sta uscendo con un diplomatico e Monica esce con il suo traduttore, che dice: "Vuoi che ti accompagni alla Rainbow Room? Ho buoni diplomatici. "
- La Rainbow Room è menzionata nell'episodio Gli assegni della serie televisiva Seinfeld, in cui Kramer porta i suoi amici giapponesi a ballare là e scopre una "lieve discrepanza monetaria relativa al conto".
- Le scene di un evento sono presentate in foto e video in bianco e nero nella stagione di apertura del 21 e 22 della Saturday Night Live.
- Nella serie Will & Grace, i personaggi consumano spesso i pasti familiari o festeggiano i compleanni presso la Rainbow Room. Ad esempio, durante l'episodio "Felice anniversario!", Will, Jack, Grace e Karen si incontrano per celebrare l'anniversario di matrimonio di Mr and Mrs. Truman. L'episodio contiene una gag continua che fa riferimento alla posizione del ristorante su un piano alto; Karen è spaventata dagli ascensori, quindi lei e Jack iniziano a salire le scale, solo per rendersi conto più tardi che hanno lasciato la torta a un piano inferiore.
- Nella sitcom La tata, in particolare nell'episodio Non perdiamo la calma, la Rainbow Room è in discussione come il luogo dove Maxwell proverà il suo amore per il suo pubblicista, Sydney Mercer. Invece Max e Fran si bloccano nell'ascensore in cui viene rivelato che il suo pubblicista è gay. È anche menzionata nell'episodio della quinta stagione "Finalmente sposi", dove Maxwell aveva originariamente inteso di proporsi a Fran. Il primo, però, è stato imbrogliato e così Fran, Maxwell, e le loro famiglie poterono più andare lì per la cena prevista.
- La Rainbow Room è menzionata e mostrata brevemente nell'episodio New York, New York di King of the Hill, che esplora come il personaggio Hank Hill sia nato a New York City.
- In una trasmissione particolarmente memorabile di The Howard Stern Show, fu rivelato che Fred Norris aveva avuto una rissa con la moglie Allison nella Rainbow Room.
- Nel film Insonnia d'amore, la Rainbow Room è stata utilizzata come locale per l'appuntamento di Meg Ryan e Bill Pullman.
- Nelle sue memorie, Kitchen Confidential, lo chef Anthony Bourdain ha scritto un intero capitolo ("I Make My Bones") descrivendo il suo anno e mezzo nello staff della Rainbow Room, descrivendo in dettaglio - nel bene e nel male - le condizioni di lavoro un ristorante molto famoso e affollato ed i numerosi rapporti che normalmente rimangono nascosti dietro le porte della cucina.
- J.D. Salinger, autore de Il giovane Holden, menziona la Rainbow Room nel suo racconto Una ragazza che conosco.[22]
- Hall e Oates si riferiscono alla Rainbow Room in Bad Habits and Infections, una canzone del loro album 1977 Beauty on a Back Street:

- Nella serie Innamorati pazzi, Jaimie ringrazia il miliardario Freddie Statler per aver affittato l'intera Rainbow Room tutta per sé.